# إنتشون إلكترولاند إلفانتس
إنتشون إلكترولاند إلفانتس (هانغل: 대구 한국가스공사 페가수스) هو فريق كرة سلة كوري جنوبي للمحترفين تأسس في سنة 1997. ينافس في الدوري الكوري لكرة السلة.

## أبرز اللاعبين
من أبرز اللاعبين الذين لعبوا معه:
- آدم بارادا
- كارميلو أنتروني لي
- هيربرت هيل
- جاكسون فرومان
- مون تاي-يونج
- تانغ هاميلتون